# Irish League 1908/1909
Devatenáctý ročník Irish League (1. irské fotbalové ligy) se konal za účasti osmi klubů. Titul získal již po desáté ve své klubové historii a obhájce minulých dvou sezon, Linfield FC.